# 尼奧斯湖
尼奧斯湖（英語：Lake Nyos，/ˈniːoʊs/，NEE-ohs）是位於喀麥隆西北部的火山湖，距離首都雅溫得約315公里。長2公里，寬1.2公里，湖面位處海拔1,091公尺。
該湖泊位在西非喀麥隆火山帶的範圍內，是典型的火山口湖，由於湖泊下方即為活火山，故岩漿活動所釋出的氣體會在流動緩慢的湖底形成高濃度的甲烷和二氧化碳（CO2）水層，累積到一定量就可能產生噴發，對附近居民、牲畜造成巨大傷害。
湖底下有一個岩漿袋，二氧化碳（CO2）洩漏到水中，變成碳酸。与尼奧斯湖類似的湖泊在世界上只有3座，都位於非洲。除了尼奧斯湖之外，一座是同樣位於喀麥隆西部的莫瑙恩湖：另一座是位於剛果民主共和國與盧安達邊界的基伏湖。

## 地理

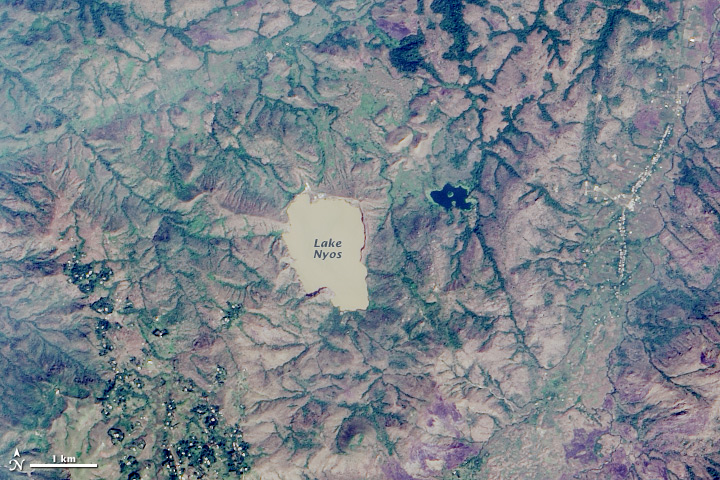
從Landsat 8卫星拍摄2014年的尼奧斯湖和附近地区

尼奧斯湖位於Oku火山場內，位於喀麥隆火山線的北部邊界附近，是火山和其他構造活動的區域，向西南延伸至喀麥隆山複式火山。 該領域包括火山岩的低平火山口和玄武岩的火山渣錐。

## 1986年的慘劇

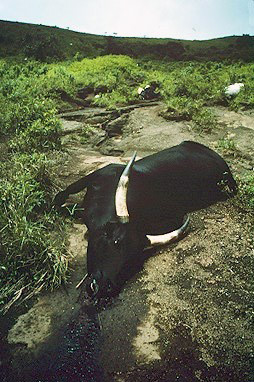
遭噴發氣體殺死的牛隻

1986年8月21日凌晨，尼奧斯湖突然噴發，水柱的噴發速度每小時達100公里，充斥著高濃度甲烷和二氧化碳的高密度雲氣迅速籠罩四周，高度達120公尺以上，並形成約50公尺厚的致命雲層，籠罩半徑超過23公里。
一位當地倖存者後來在接受訪問時表示：「我在睡夢中聞到一種可怕的味道，醒來之後卻無法開口說話，我聽到從我女兒的嘴裡發出很可怕、很不正常的聲音。我試圖走向我女兒的床，但我隨即摔倒且倒地不起。......我倒在地上直到上午9時，聽到一陣急促的敲門聲，我奮力起身去開門，看到了我的一些朋友，我想要說話，但是我沒有辦法，我幾乎無法呼吸。......後來我才發現，我女兒已經死了。我的鄰居也都死了，我在離開尼奧斯湖的時候，幾乎沒有看到任何生命跡象。......」
該事件造成約1,700人死亡，牛羊隻、鳥類等動物死傷數以千計。甚至由於死傷太過慘重，讓尼奧斯湖在2008年被金氏世界紀錄承認為世界上最致命的湖泊。